# Норфорк (Арканзас)
Норфорк (англ. Norfork, Arkansas) — город, расположенный в округе Бакстер (штат Арканзас, США) с населением в 484 человека по статистическим данным переписи 2000 года.

## География
По данным Бюро переписи населения США город Норфорк имеет общую площадь в 6,47 квадратных километров, из которых 5,7 кв. километров занимает земля и 0,78 кв. километров — вода. Площадь водных ресурсов округа составляет 12,06 % от всей его площади.
Норфорк расположен на высоте 145 метров над уровнем моря.

## Демография
По данным переписи населения 2000 года в Норфорке проживало 484 человека и насчитывалось 283 домашних хозяйств. Средняя плотность населения составляла около 85,7 человек на один квадратный километр. Расовый состав Норфорка по данным переписи распределился следующим образом: 96,07 % белых, 0,21 % чёрных или афроамериканцев, 1,50 % — коренных американцев, 0,41 % — азиатов, 1,45 % — представителей смешанных рас и 0,41 % — других народностей.
Из 224 домашних хозяйств в 17,0 % — воспитывали детей в возрасте до 18 лет, 58,5 % представляли собой совместно проживающие супружеские пары, в 8,5 % семей женщины проживали без мужей, 31,7 % не имели семей. 29,9 % от общего числа семей на момент переписи жили самостоятельно, при этом 14,7 % составили одинокие пожилые люди в возрасте 65 лет и старше. Средний размер домашнего хозяйства составил 2,16 человек, а средний размер семьи — 2,65 человек.
Население города по возрастному диапазону по данным переписи 2000 года распределилось следующим образом: 16,5 % — жители младше 18 лет, 3,1 % — между 18 и 24 годами, 16,9 % — от 25 до 44 лет, 36,4 % — от 45 до 64 лет и 27,1 % — в возрасте 65 лет и старше. Средний возраст жителей составил 53 года. На каждые 100 женщин в Норфорке приходилось 95,2 мужчин, при этом на каждые сто женщин 18 лет и старше приходилось 91,5 мужчин также старше 18 лет.
Средний доход на одно домашнее хозяйство в городе составил 30 192 доллара США, а средний доход на одну семью — 34 375 долларов. При этом мужчины имели средний доход в 23 750 долларов США в год против 19 028 долларов среднегодового дохода у женщин. Доход на душу населения в городе составил 16 671 доллар в год. 7,5 % от всего числа семей в округе и 13,0 % от всей численности населения находилось на момент переписи населения за чертой бедности, при этом 18,9 % из них были моложе 18 лет и 16,5 % — в возрасте 65 лет и старше.